# Konsekwencje inferencyjne
Konsekwencje inferencyjne tezy
- bezpośrednie - wynikające z zakwalifikowania zdania jako tezy na podstawie jednokrotnego zastosowania reguły inferencyjnej;

- pośrednie - wynikające z wielokrotnego zastosowanie jednej reguły inferencyjnej lub zastosowania wielu reguł inferencyjnych w celu wyodrębnienia tezy.